# Qingduizi (köpinghuvudort i Kina, Liaoning Sheng, lat 41,45, long 121,91)
Qingduizi (kinesiska: 青堆子, 青堆子镇) är en köpinghuvudort i Kina. Den ligger i provinsen Liaoning, i den nordöstra delen av landet, omkring 130 kilometer väster om provinshuvudstaden Shenyang. Antalet invånare är 21 456. Befolkningen består av 10 554 kvinnor och 10 902 män. Barn under 15 år utgör 13,0 %, vuxna 15-64 år 75 %, och äldre över 65 år 10,0 %.
Runt Qingduizi är det ganska tätbefolkat, med 116 invånare per kvadratkilometer. Närmaste större samhälle är Beizhen, 19,1 km nordväst om Qingduizi. Trakten runt Qingduizi består till största delen av jordbruksmark.
Genomsnittlig årsnederbörd är 755 millimeter. Den regnigaste månaden är juli, med i genomsnitt 183 mm nederbörd, och den torraste är januari, med 8 mm nederbörd.